# Simi Valley (California)
Simi Valley, fundada en 1969, es una ciudad estadounidense no incorporada, situada en el valle homónimo, en el rincón sureste del condado de Ventura (California), que bordea el Valle de San Fernando de Los Ángeles en el Área del Gran Los Ángeles. En el año 2020 tenía una población de 126.356 habitantes y una densidad poblacional de 1 200 personas por km².
Simi Valley es considerada un bastión político conservador, junto con la vecina ciudad de Thousand Oaks. Además, es conocida por ser la sede de la Biblioteca Presidencial de Ronald Reagan. El expresidente republicano Ronald Reagan fue enterrado en 2004 en dicha biblioteca. Además, la Biblioteca Reagan ha acogido debates primarios republicanos en 2011, 2015, y 2023.
La ciudad recibió la atención de los medios al ser el escenario de trifulcas y disturbios con oficiales de la Policía de Los Ángeles a comienzos de la década de 1990. Cuatro agentes del Departamento de Policía de Los Ángeles (Stacey Koon, Laurence Powell, Timothy Wind y Theodore Briseno) fueron acusados de uso de fuerza innecesaria en una paliza propinada el 3 de marzo de 1991 al automovilista afroamericano Rodney Glen King. El caso, conocido como los Juicios de Rodney King, se basó en imágenes grabadas en un vídeo casero por un transeúnte (George Holliday). El vídeo se transmitió a escala nacional y mundial y provocó una tremenda respuesta porque se creía que la golpiza tenía motivaciones raciales. Debido a la intensa cobertura mediática del arresto, el juez Stanley Weisberg, de la Corte de Apelaciones de California, aprobó un cambio de sede al vecino condado de Ventura, utilizando una sala disponible en Simi Valley para el caso estatal contra los agentes.El 29 de abril de 1992, un jurado del condado de Ventura absolvió a tres de los cuatro agentes (Koon, Wind y Briseño) y no llegó a un veredicto sobre uno (Powell). Muchos creyeron que el resultado inesperado fue el resultado de la composición racial y social del jurado, que incluía diez personas blancas, una filipina y una mujer hispana. Ninguno era residente de Simi Valley. Dentro del jurado se encontraban tres personas que habían sido guardias de seguridad o que habían estado en el servicio militar. La absolución provocó los disturbios de Los Ángeles en 1992 y protestas masivas por todo el país. 
En el pasado, las colinas que rodean Simi Valley eran escogidas por grupos religiosos como los que se enumeran a continuación:
- la secta de Charles Manson (que vivó en el rancho Spahn Movie, en el lado occidental de la carretera Santa Susana, cerca de Chatsworth, un barrio adyacente dentro de los límites municipales de la ciudad de Los Ángeles),
- el templo hinduista Krisna Venkata,
- la secta WKFL Fountain of the World (del gurú Krisna Venta, 1911-1958),
- la secta Blackburn y
- Pisgah Grande.

## Geografía
Simi Valley se encuentra ubicada en las coordenadas 34°16′16″N 118°44′22″O / 34.27111, -118.73944. Según la Oficina del Censo, la ciudad tiene un área total de 102,2 km² (39,5 mi²), de la cual 101,5 km² (39,2 mi²) es tierra y 0,7 km² (0,3 mi²) (0.63%) es agua.

## Demografía
Según la Oficina del Censo en 2007 los ingresos medios por hogar en la localidad eran de $88,406, y los ingresos medios por familia eran $91,658. Alrededor del 10.2% de la población estaban por debajo del umbral de pobreza.